# Эцлебен
Эцлебен (нем. Etzleben) — община в Германии, в земле Тюрингия. 
Входит в состав района Кифхойзер. Подчиняется управлению Ан дер Шмюкке.  Население составляет 290 человек (на 31 декабря 2010 года). Занимает площадь 6,14 км².